# Skanderbegmonument (Tirana)
Het Skanderbegmonument (Albanees: Monumenti i Skënderbeut) op het Skanderbegplein in de Albanese hoofdstad Tirana is een ruiterstandbeeld gemaakt ter ere van de Albanese nationale held Skanderbeg, die zijn land in de 15e eeuw gedurende verschillende decennia verdedigde tegen de oprukkende Ottomanen. Het 11 meter hoge monument is het werk van beeldhouwer Odhise Paskali en werd in 1968 ingehuldigd ter gelegenheid van de 500e verjaardag van Skanderbegs overlijden. 
Gelijkaardige Skanderbegmonumenten bevinden zich in Krujë (ten noorden van Tirana), Pristina, Rome en Skopje, maar het beeld op het Skanderbegplein is veruit het bekendste, en is een van de traditionele symbolen van de Albanese hoofdstad.